# Giovanni d'Asburgo-Lorena
Giovanni Battista Giuseppe Fabiano Sebastiano d'Asburgo-Lorena, arciduca d'Austria (in tedesco Johann von Österreich; Firenze, 20 gennaio 1782 – Graz, 11 maggio 1859), è stato un nobile e politico austriaco membro della famiglia imperiale degli Asburgo, feldmaresciallo durante le Guerre napoleoniche e Reggente imperiale (Reichsverweser) dell'Impero tedesco durante le rivoluzioni del 1848.

## Biografia

### I primi anni

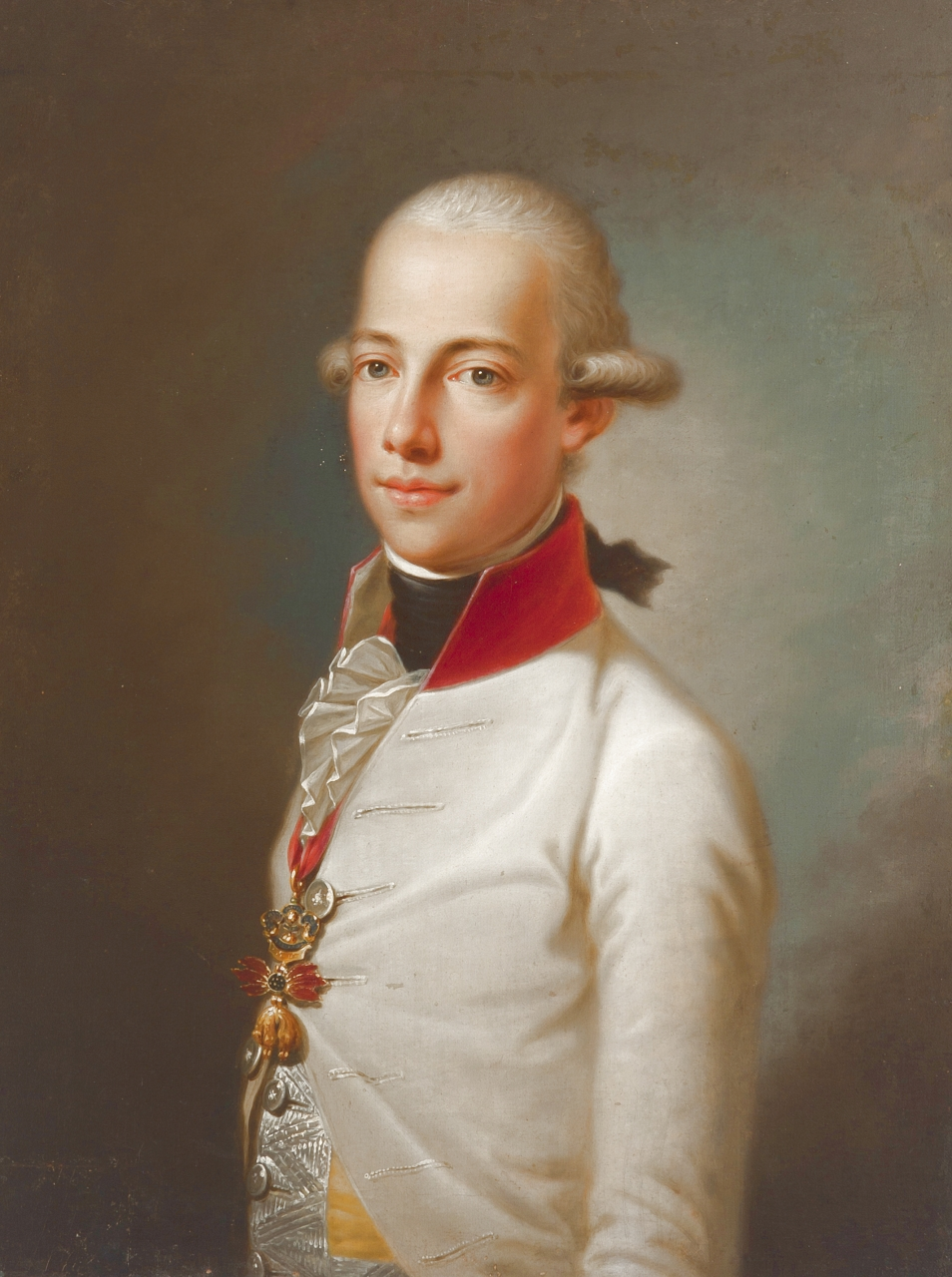
Il giovane arciduca Giovanni in un ritratto di fine Settecento

Giovanni nacque a Firenze, tredicesimo figlio dell'allora granduca Leopoldo di Toscana e della principessa Maria Luisa di Spagna. Venne battezzato coi nomi di Giovanni Battista Giuseppe Fabiano Sebastiano, i primi due nomi in riferimento al santo patrono della capitale toscana. 
Nel 1790, Leopoldo succedette a suo fratello Giuseppe II come imperatore del Sacro Romano Impero e pertanto l'intera famiglia granducale si trasferì alla corte di Vienna. Solo due anni dopo suo fratello maggiore Francesco II ascese al trono imperiale.
La lingua natia di Giovanni era l'italiano (o meglio il dialetto fiorentino) ma col tempo apprese facilmente e correntemente anche il tedesco e il francese. Educato dallo storico svizzero Johannes von Müller, che fu anche suo tutore, si appassionò molto alla storia e alla geografia, in particolare ai paesi alpini e all'ambiente della montagna, che per lui rappresentò sempre una grande sfida personale.

### La carriera militare

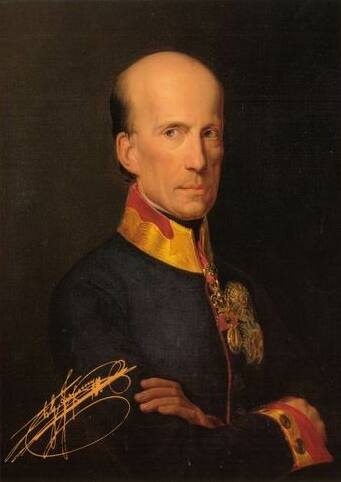
Ritratto dell'arciduca Giovanni d'Asburgo-Lorena in uniforme durante gli anni delle campagne napoleoniche

Spinto dal fratello maggiore, l'imperatore Francesco II, coltivò sin dalla gioventù delle forti ambizioni militari che ebbero modo di essere subito messe alla prova con lo scoppio delle Guerre napoleoniche quando Giovanni ottenne il suo primo comando nell'esercito austriaco, nel settembre del 1800, malgrado egli avesse fatto più volte richiesta al fratello di essere ammesso come semplice recluta. Durante le battaglie mostrò coraggio personale nel corso della Guerra della Seconda coalizione, ma le sue truppe vennero pesantemente battute nel corso della Battaglia di Hohenlinden il 3 dicembre di quello stesso anno. Demoralizzato dalla sconfitta e con l'esercito sull'orlo di disintegrarsi nella successiva ritirata, il tracollo venne evitato solo con la firma dell'armistizio il 22 dicembre successivo. Dopo la Pace di Luneville del 1801, l'arciduca Giovanni venne nominato Direttore Generale delle opere di ingegneria e delle fortificazioni ed ottenne poi il comando della rinomata Accademia Militare Teresiana di Wiener Neustadt.
Nella Guerra della Terza coalizione, Giovanni combatté nuovamente contro le forze dell'impero francese e della Baviera. Dal 1805 diresse abilmente la difesa di diversi passi tirolesi contro i francesi e si meritò la croce di commendatore dell'Ordine Militare di Maria Teresa. Ad ogni modo, sulla base degli accordi della Pace di Pressburg, l'Austria venne costretta a cedere il Tirolo ed il Vorarlberg alla Baviera. Giovanni rimase comunque molto legato alla terra del Tirolo e mantenne stretti contatti col barone Joseph von Hormayr che stava fomentando i movimenti di resistenza armata contro l'occupazione bavarese. Nel 1808, Giovanni fece pressione per la creazione di una guardia civica tirolese (il Landwehr), un corpo simile a quello istituito anche in Prussia, che ebbe un ruolo importantissimo nella Ribellione tirolese guidata da Andreas Hofer.

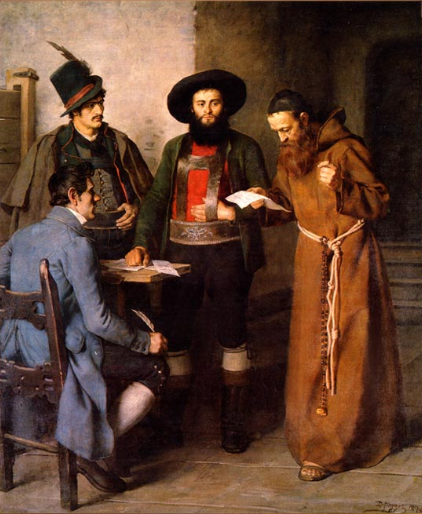
L'arciduca Giovanni sostenne a più riprese la ribellione organizzata dai partigiani tirolesi contro gli occupanti bavaresi e capeggiata da Andreas Hofer (al centro in questo dipinto commemorativo)

All'inizio della Guerra della Quinta coalizione nel 1809, divenne comandante dell'esercito dell'Austria Interna, combattendo contro le forze francesi di Eugene de Beauharnais in Italia. Sotto il suo comando si trovavano l'VIII Corpo d'Armata guidato da Albert Gyulai ed il IX Corpo d'Armata al comando del fratello di questi, Ignác Gyulay. Dopo la significativa vittoria nella Battaglia di Sacile del 16 aprile 1809, il suo esercito avanzò alla volta di Verona. Avendo intercettato alcune forze per assediare Venezia ed altre fortezze, l'esercito di Giovanni venne presto schiacciato dai rinforzi di Eugene. Nel frattempo notizie tremende giungevano per la sconfitta degli austriaci nella Battaglia di Eckmühl, fatto che lo costrinse ancora una volta alla ritirata. Prima di ritirarsi, combatté nella Battaglia di Caldiero tra il 27 ed il 30 aprile. Tentando di controbattere gli avversari ancora una volta, l'8 maggio di quell'anno si scontrò nella Battaglia del Piave. Intenzionato a difendere da solo l'intero corso del fiume, inviò Ignác Gyulay a presidiare Lubiana nel Ducato di Carniola, mantenendo a Villaco in Carinzia le proprie forze. L'avanzata di Eugene si scontrò con le forze di frontiera nella Battaglia di Tarvisio e poi nella Battaglia di San Michele. Costretto a spostarsi al confine nord-orientale dell'Ungheria, Giovanni combatté nuovamente a Raab il 14 giugno 1809, ma le sue armate vennero ancora una volta sconfitte. Ordinatogli di unirsi alle forze di suo fratello, l'arciduca Carlo d'Asburgo-Teschen nella Battaglia di Wagram il 5 e 6 luglio, l'esercito di Giovanni ormai stremato giunse comunque troppo tardi per impedire la sconfitta degli austriaci, fatto che gli valse per l'epoca molte critiche, in particolare quelle di suo fratello che in quella battaglia era comandante in capo alle forze imperiali.
Dopo la conclusione della campagna, Giovanni si dedicò nuovamente a pianificare nuove ribellioni coi partigiani tirolesi, ma il Trattato di Schönbrunn cambiò la politica austriaca a favore di un riavvicinamento alla Francia fortemente voluto dall'imperatore e dal cancelliere Klemens von Metternich per trovare un momentaneo compromesso. L'amico di Giovanni, il barone Hormayr ed altri cospiratori vennero arrestati, e lo stesso arciduca venne precettato e costretto a ritirarsi nella sua tenuta di Thernberg.

### L'abbandono della carriera militare e gli interessi naturalistici

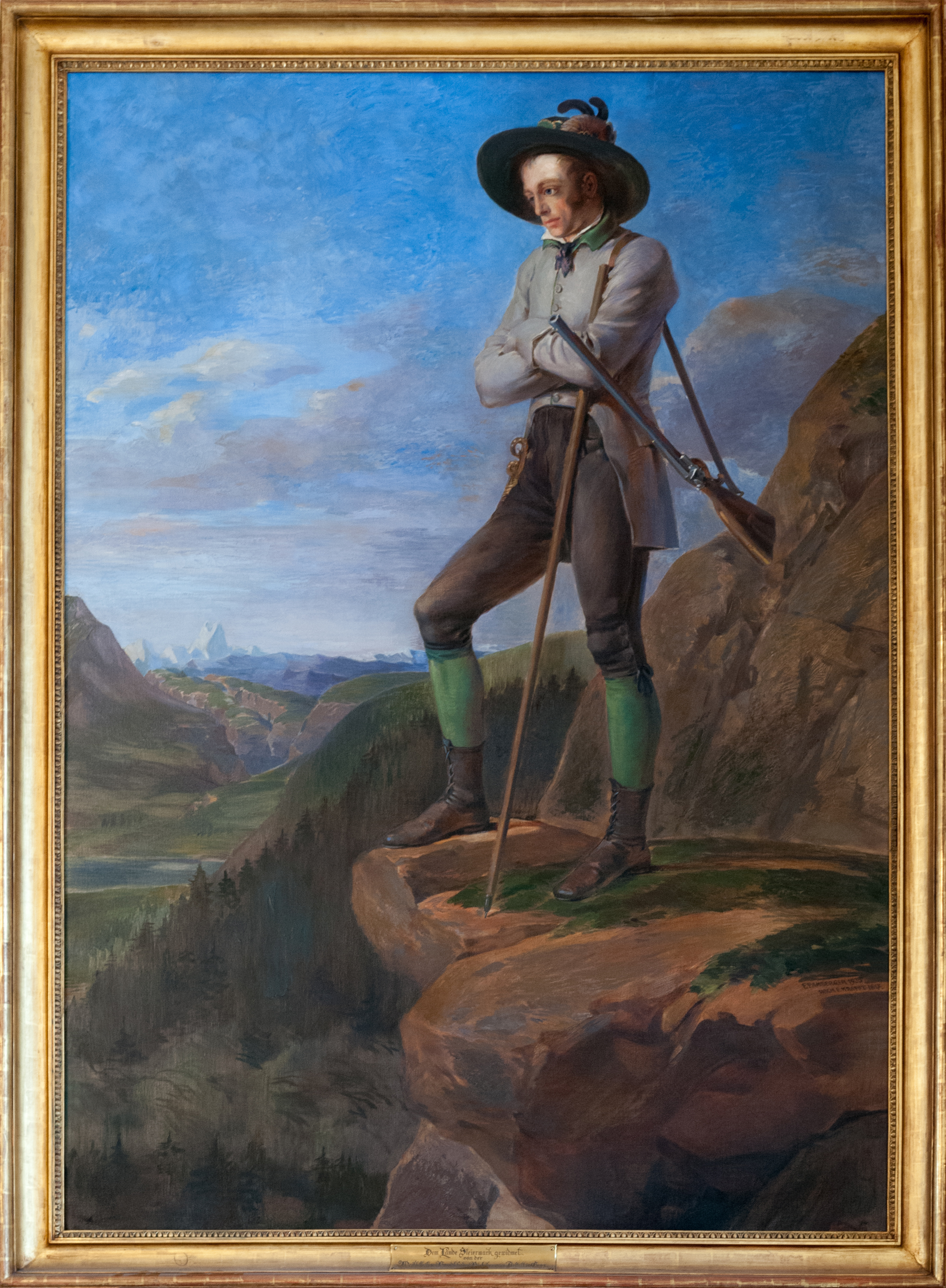
L'arciduca Giovanni d'Asburgo-Lorena in tenuta da montagna durante una delle escursioni che spesso conduceva nell'adorata terra del Tirolo

Fu in seguito alla disillusione di poter condurre una brillante carriera militare che Giovanni iniziò a dedicarsi sempre più assiduamente allo studio della Stiria, in particolare mettendo in pratica le nozioni che aveva appreso durante gli anni dello studio. Egli sviluppò un grande interesse per la natura, la tecnica e le scienze della terra. Fu un grande collezionista di minerali e fossili e si dedicò con passione all'alpinismo ed alla caccia, compiendo frequenti visite in Tirolo, terra da lui particolarmente prediletta per questi scopi. Fu il primo a compiere una salita professionale al monte Großvenediger, attraverso la Adlersruhe, fondando il "Rifugio Arciduca Giovanni" che ancora oggi si trova attivo e rappresenta un punto di riferimento per gli alpinisti che vogliano tentare questa scalata. A lui venne inoltre dedicata una particolare orchidea che cresce nei alti prati di montagna, la Nigritella archiducis-joannis.
Passò alla storia come il grande modernizzatore della Stiria della quale fu la figura identificativa per eccellenza. Il suo attaccamento al popolo si espresse in stretti contatti con la gente, nell'indossare costumi locali, nella raccolta di materiale e nel sostegno alla cultura dell'anima del paese.

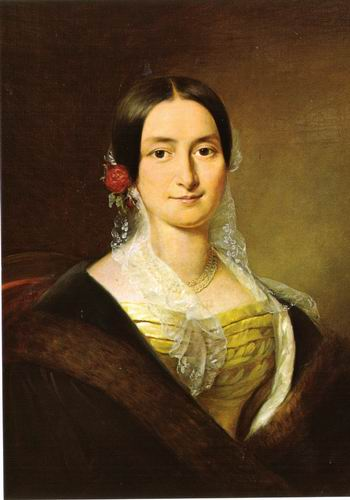
Anna Plochl in un ritratto della prima metà dell'Ottocento

Uno dei motivi però per cui l'arciduca Giovanni è maggiormente noto è il fatto che portò scandalo a corte dopo il suo ritiro dall'esercito, sposando nel 1829 la figlia di un maestro di posta locale, Anna Plochl. Per sposare l'amata con cui da sei anni teneva una relazione clandestina, Giovanni dovette accettare la sua esclusione da qualsiasi diritto di successione al trono austriaco per sé e per i suoi successori, oltre che la privazione di tutti i titoli nobiliari. Egli trovò in particolare una forte opposizione in suo fratello Francesco II, imperatore e capo della casata d'Asburgo. Tuttavia fu proprio suo fratello che nel 1834 si mostrò indulgente nei suoi confronti e conferì ad Anna Plochl il titolo di "baronessa di Brandhofen", ma solo nel 1844 ella fu ammessa alla nobiltà austriaca dall'imperatore Ferdinando I d'Austria che le conferì il titolo di "contessa di Merano". Intanto era nato dalla coppia un figlio (che sarà anche l'unico), Franz (1839 – 1891), al quale nel 1845 fu assegnato il cognome ed il diritto ereditario al titolo di conte di Merano.
Nella sua attività di promotore dello sviluppo della Stiria si impegnò a realizzare numerose opere: nel 1811 posò la prima pietra del Giovanneo, antesignano dell'Università tecnica, a Graz, nel 1817 realizzò l'archivio regionale della Stiria, nel 1819 la Società per l'economia della regione, nel 1840 l'Istituto delle Genti di Montagna (trasferito poi a Loeben come Università della Montagna), nel 1845 la Scuola Reale Superiore, nel 1850 la Società storica della Stiria e molte altre. In campo economico si deve all'iniziativa dell'arciduca Giovanni la fondazione della Società Mutua di Assicurazione contro l'incendio e quella della Cassa di risparmio della Stiria. Lui stesso divenne imprenditore con la realizzazione di uno stabilimento per la produzione di lamiera a Krems bei Voitsberg e lo sfruttamento di una miniera di carbone presso Köflach.
Si deve a lui la definizione del tracciato della nuova ferrovia Vienna-Trieste, con la prima galleria ferroviaria europea (lunghezza 1431 metri, costruita tra il 1848 ed il 1854) che passa attraverso il passo di Semmering a quota 896 m s.l.m. e scende su Graz lungo la valle del Mürz e del Mur.

### Reggente Imperiale del Parlamento di Francoforte e gli ultimi anni
Pur non considerandosi un liberale in senso stretto, Giovanni ebbe sempre una mentalità liberale e per questo entrava spesso in conflitto col resto della sua famiglia (gli Asburgo), specialmente dopo aver sposato una borghese.

Allo scoppio della rivoluzione di marzo del 1848, il Parlamento di Francoforte discusse la nomina di un governo tedesco che andasse a rimpiazzare la Confederazione Germanica. Su proposta del politico liberale Heinrich von Gagern, l'assemblea si accordò per votare un'autorità centrale che il 29 giugno 1848 prescelse come suo rappresentante l'arciduca Giovanni col ruolo di reggente del reame.
Pur come capo di stato, il suo ruolo non gli offriva molte opportunità, anche se tutte le leggi dovevano essere da lui sottoscritte ed i ministri da lui prescelti come accadde per Anton von Schmerling, Johann Gustav Heckscher ed Eduard von Peucker, completati poi dal principe Carlo di Leiningen. L'arciduca Giovanni non prese parte alla stesura della bozza della Costituzione di Francoforte come molti avrebbero invece voluto, ma il documento venne comunque adottato il 28 marzo 1849, malgrado la strenua opposizione della Prussia in tutto questo progetto.

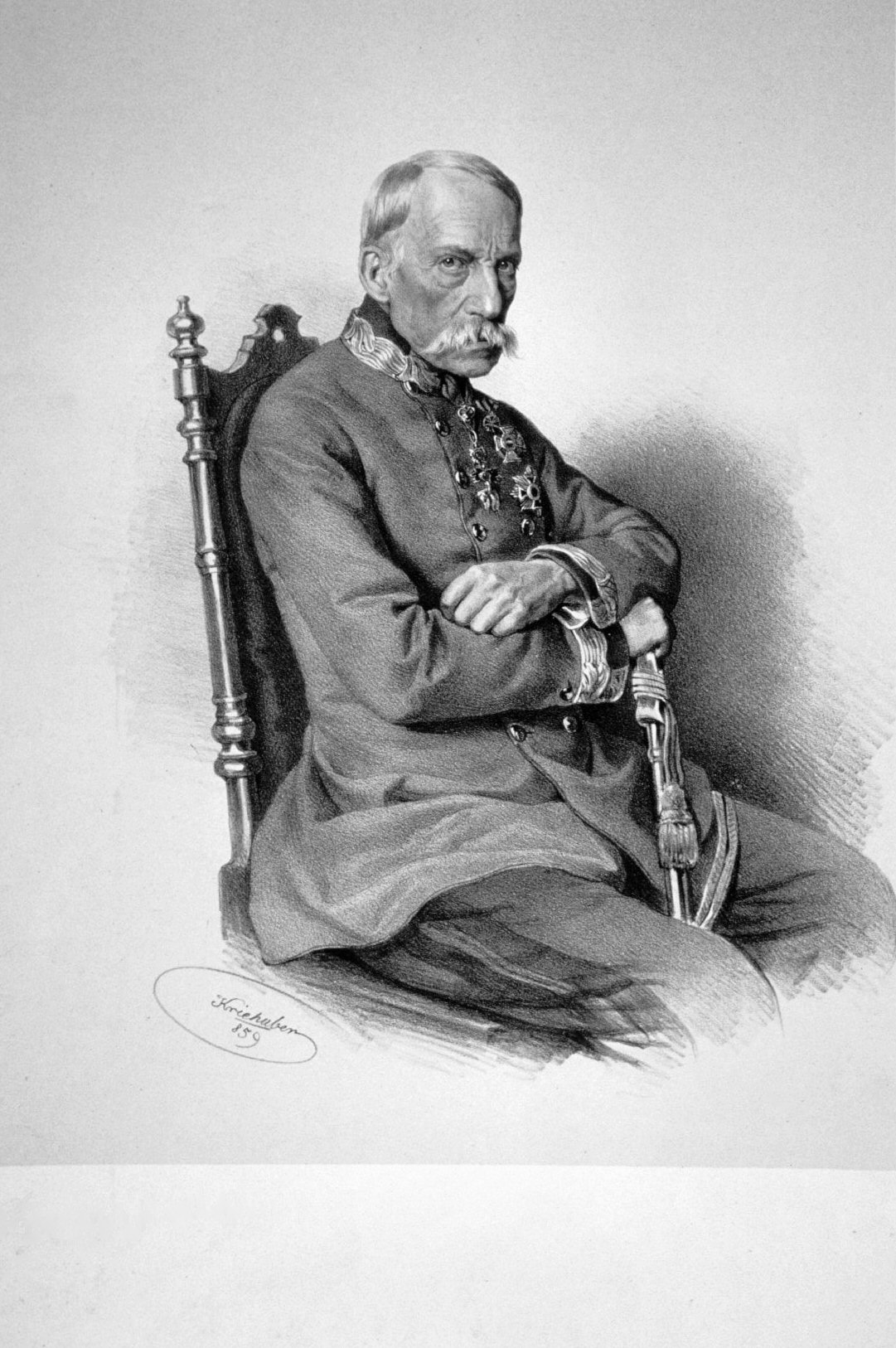
L'arciduca Giovanni ormai anziano in una litografia del 1859

Nel dicembre del 1848 il governo capeggiato da Schmerling perse la sua maggioranza al parlamento e l'arciduca Giovanni nominò Heinrich von Gagern quale nuovo presidente del consiglio. Quando nell'aprile del 1849 re Federico Guglielmo IV di Prussia rigettò apertamente il testo della Costituzione, Giovanni preferì rimanere passivo ma Gegern, intuita la situazione internazionale, consegnò prontamente le sue dimissioni il 10 maggio successivo. L'arciduca Giovanni insistette nel voler continuare ad esercitare una forte autorità centrale, ma col fallimento delle rivoluzioni, venne costretto a rinunciare al proprio incarico il 20 dicembre 1849.
Dopo quest'esperienza, l'arciduca Giovanni decise di ritirarsi a vita privata e come propria residenza scelse Graz, dove fece costruire il Palais Meran dal titolo comitale affidatogli dal nipote. A Graz l'arciduca si spense nel 1859 e vi venne sepolto. Nel 1869, con il completamento del mausoleo della sua famiglia a Scena presso Merano, la sua salma venne trasferita nel nuovo sacrario. La città di Graz gli ha dedicato un monumento commemorativo nel centro storico e la città di Francoforte lo ha ricordato in una targa ancora presente sul muro esterno sud della cattedrale di San Paolo. L'Austria e la Stiria hanno celebrato la sua figura con la produzione, nel 1959 e nel 1982, di due francobolli commemorativi. Il suo volto comparve inoltre sulle monete in argento da 25 scellini coniate nel 1959 e su quelle da 100 del 1994.

## Matrimonio e figli
Il 18 febbraio 1829, Giovanni sposò morganaticamente Anna Plochl, figlia del maestro di posta di Bad Aussee. La coppia ebbe un solo figlio:
- Franz von Meran (1839-1891), conte di Merano, sposò nel 1862 Teresa von Lamberg (1836-1913).[3]

I discendenti continuano a portare il titolo di Conti di Merano (von Meran).

## Ascendenza
|                                  |                     |                                               | Genitori                                     |  |  | Nonni |  |  | Bisnonni           |  |  | Trisnonni         |  |
|                                  |                     |                                               |                                              |  |  |       |  |  | Leopoldo di Lorena |  |  | Carlo V di Lorena |  |
|                                  |                     |                                               |                                              |  |  |       |  |  | Leopoldo di Lorena |  |  | Carlo V di Lorena |  |
|                                  |                     | Eleonora Maria Giuseppina d'Austria           |                                              |  |  |       |  |  | Leopoldo di Lorena |  |  |                   |  |
| Francesco I di Lorena            |                     |                                               |                                              |  |  |       |  |  | Leopoldo di Lorena |  |  |                   |  |
|                                  |                     | Elisabetta Carlotta di Borbone-Orléans        | Filippo I di Borbone-Orléans                 |  |  |       |  |  |                    |  |  |                   |  |
|                                  |                     | Elisabetta Carlotta di Borbone-Orléans        | Filippo I di Borbone-Orléans                 |  |  |       |  |  |                    |  |  |                   |  |
|                                  |                     | Elisabetta Carlotta di Borbone-Orléans        | Elisabetta Carlotta del Palatinato           |  |  |       |  |  |                    |  |  |                   |  |
| Leopoldo II d'Asburgo-Lorena     |                     | Elisabetta Carlotta di Borbone-Orléans        |                                              |  |  |       |  |  |                    |  |  |                   |  |
|                                  |                     | Carlo VI d'Asburgo                            | Leopoldo I d'Asburgo                         |  |  |       |  |  |                    |  |  |                   |  |
|                                  |                     | Carlo VI d'Asburgo                            | Leopoldo I d'Asburgo                         |  |  |       |  |  |                    |  |  |                   |  |
|                                  |                     | Carlo VI d'Asburgo                            | Eleonora del Palatinato-Neuburg              |  |  |       |  |  |                    |  |  |                   |  |
| Maria Teresa d'Austria           |                     | Carlo VI d'Asburgo                            |                                              |  |  |       |  |  |                    |  |  |                   |  |
|                                  |                     | Elisabetta Cristina di Brunswick-Wolfenbüttel | Luigi Rodolfo di Brunswick-Lüneburg          |  |  |       |  |  |                    |  |  |                   |  |
|                                  |                     | Elisabetta Cristina di Brunswick-Wolfenbüttel | Luigi Rodolfo di Brunswick-Lüneburg          |  |  |       |  |  |                    |  |  |                   |  |
|                                  |                     | Elisabetta Cristina di Brunswick-Wolfenbüttel | Cristina Luisa di Oettingen-Oettingen        |  |  |       |  |  |                    |  |  |                   |  |
| Giovanni d'Asburgo-Lorena        |                     | Elisabetta Cristina di Brunswick-Wolfenbüttel |                                              |  |  |       |  |  |                    |  |  |                   |  |
|                                  | Filippo V di Spagna | Luigi, il Gran Delfino                        |                                              |  |  |       |  |  |                    |  |  |                   |  |
|                                  | Filippo V di Spagna | Luigi, il Gran Delfino                        |                                              |  |  |       |  |  |                    |  |  |                   |  |
|                                  | Filippo V di Spagna | Maria Anna di Baviera                         |                                              |  |  |       |  |  |                    |  |  |                   |  |
| Carlo III di Spagna              | Filippo V di Spagna |                                               |                                              |  |  |       |  |  |                    |  |  |                   |  |
|                                  |                     | Elisabetta Farnese                            | Odoardo II Farnese                           |  |  |       |  |  |                    |  |  |                   |  |
|                                  |                     | Elisabetta Farnese                            | Odoardo II Farnese                           |  |  |       |  |  |                    |  |  |                   |  |
|                                  |                     | Elisabetta Farnese                            | Dorotea Sofia di Neuburg                     |  |  |       |  |  |                    |  |  |                   |  |
| Maria Ludovica di Borbone-Spagna |                     | Elisabetta Farnese                            |                                              |  |  |       |  |  |                    |  |  |                   |  |
|                                  |                     | Augusto III di Polonia                        | Augusto II di Polonia                        |  |  |       |  |  |                    |  |  |                   |  |
|                                  |                     | Augusto III di Polonia                        | Augusto II di Polonia                        |  |  |       |  |  |                    |  |  |                   |  |
|                                  |                     | Augusto III di Polonia                        | Cristiana Eberardina di Brandeburgo-Bayreuth |  |  |       |  |  |                    |  |  |                   |  |
| Maria Amalia di Sassonia         |                     | Augusto III di Polonia                        |                                              |  |  |       |  |  |                    |  |  |                   |  |
|                                  |                     | Maria Giuseppa d'Austria                      | Giuseppe I d'Asburgo                         |  |  |       |  |  |                    |  |  |                   |  |
|                                  |                     | Maria Giuseppa d'Austria                      | Giuseppe I d'Asburgo                         |  |  |       |  |  |                    |  |  |                   |  |
|                                  |                     | Maria Giuseppa d'Austria                      | Guglielmina Amalia di Brunswick-Lüneburg     |  |  |       |  |  |                    |  |  |                   |  |
|                                  |                     | Maria Giuseppa d'Austria                      |                                              |  |  |       |  |  |                    |  |  |                   |  |